# Luigi Musso
Luigi Musso (Rim, Italija, 28. srpnja, 1924. – Reims, Francuska, 6. srpnja 1958.) je bivši talijanski vozač automobilističkih utrka.

## Rezultati u Formuli 1
| Sezona | Momčad                    | Šasija                            | Motor               | Utrke | Pobjede | Podiji | Bodovi | Plasman |
| ------ | ------------------------- | --------------------------------- | ------------------- | ----- | ------- | ------ | ------ | ------- |
| 1953.  | Officine Alfieri Maserati | Maserati A6GCM                    | Maserati Straight-6 | 1     | 0       | 0      | 0      | -       |
| 1954.  | Officine Alfieri Maserati | Maserati A6GCM/250F Maserati 250F | Maserati Straight-6 | 3 (2) | 0       | 1      | 6      | 8.      |
| 1955.  | Officine Alfieri Maserati | Maserati 250F                     | Maserati Straight-6 | 6     | 0       | 1      | 6      | 10.     |
| 1956.  | Scuderia Ferrari          | Lancia D50                        | Ferrari V8          | 4     | 1       | 1      | 4      | 11.     |
| 1957.  | Scuderia Ferrari          | Lancia D50A Ferrari 801           | Ferrari V8          | 6     | 0       | 2      | 16     | 3.      |
| 1958.  | Scuderia Ferrari          | Ferrari Dino 246                  | Ferrari V6          | 5     | 0       | 2      | 12     | 8.      |

## Vanjske poveznice
- Musso na racing-reference.info